# Ноєнкірхен (Гайдекрайс)
Ноєнкірхен (нім. Neuenkirchen) — сільська громада в Німеччині, розташована в землі Нижня Саксонія. Входить до складу району Гайдекрайс.
Площа — 96,68 км2. Населення становить 5680 ос. (станом на 31 грудня 2021).